# 姫路市立大的中学校
姫路市立大的中学校（ひめじしりつ おおまとちゅうがっこう）は、兵庫県姫路市大塩町にある公立中学校。

## 沿革

### 大塩中学校
- 1947年（昭和22年）5月1日 - 印南郡大塩町立大塩中学校として開校[1]。
- 1948年（昭和23年）4月1日 - 印南郡学校組合立大塩中学校となる（大塩町・北浜村の2町村）[2]。
- 1957年（昭和32年）3月 - 北浜村の高砂市への編入により印南郡大塩町高砂市学校組合立大塩中学校と改称。
- 1959年（昭和34年）5月 - 大塩町の姫路市への編入により姫路市高砂市学校組合立大塩中学校と改称。
- 1975年（昭和50年）3月31日 - 学校組合を解散。翌日より姫路市立大塩中学校となる（高砂市域の生徒は新設された高砂市立鹿島中学校へ）[3]。

### 的形中学校
- 1947年（昭和22年）4月15日 - 印南郡的形村立的形中学校として開校[1]。
- 1958年（昭和33年）1月 - 的形村の姫路市への編入により姫路市立的形中学校と改称。

### 大的中学校
- 1979年4月1日 - 姫路市立大塩中学校と姫路市立的形中学校を統合し、姫路市立大的中学校開校[4]。
  - 校名は通学区域の地名、大塩と的形から取った合成地名で、一帯の広域地名でもある。
- 1979年5月22日 - 姫路市立大的中学校開校式挙行。
- 1986年3月31日 - 校地拡張完成。
- 1996年3月1日 - 夜間照明設備完成。
- 1998年11月8日 - 創立20周年記念式典挙行。
- 2004年 - 平成16年度において、大的校区地域夢プラン推進事業実施。
- 2006年4月1日 - 大的校区地域夢プラン応援事業実施。

## 部活動

### 運動部
- 野球部
- サッカー部
- 陸上競技部
- ソフトテニス部
- 女子バレーボール部
- 女子卓球部

### 文化部
- 吹奏楽部
- 茶華道部
- 美術部

## 通学区域
以下の小学校の通学区域。主に姫路市南東部にあたる。
- 姫路市立大塩小学校
- 姫路市立的形小学校

## 周辺
一帯はかつての塩田地帯。付近では高砂市北浜地区が姫路市域に大きく食い込んでおり、校地すぐ西に高砂市との市境がある。
- 姫路市立大塩小学校
- 姫路大学
- 大塩天満宮
- 大塩郵便局
- 的形潮干狩場・的形海水浴場
- 国道250号（浜国道）

## アクセス
- 山陽電気鉄道本線 大塩駅から南西へ700m。

## 通学区域が隣接している学校
- 姫路市立灘中学校
- 姫路市立四郷学院
- 姫路市立東中学校
- 高砂市立鹿島中学校
- 高砂市立松陽中学校

## 著名な卒業生
- 小原章裕（農学者、名城大学学長）